# Ханин, Исаак Лазаревич
Исаак Лазаревич Ханин (1911, Чаусы Могилёвской губернии — 1990, Куйбышев) — советский геолог, лауреат Ленинской премии.
С 1926 рабочий завода в Баку, с 1928 бурильщик на нефтепромыслах. В 1937 году окончил Азербайджанский индустриальный институт, работал в Казахстане (Доссор и Куль-Сары).
В 1941—1945 служил в РККА.
С 1945 и до выхода на пенсию в 1975 году работал в объединении «Куйбышевнефть»: с 1949 года — главный геолог треста «Ставропольнефть», с 1955 года — заместитель главного геолога объединения, в 1960—1963 годах — главный геолог и заместитель начальника управления нефтяной и газовой промышленности Куйбышевского совнархоза, в 1963—1975 главный геолог и зам. начальника объединения.
Участник открытия многих месторождений нефти. В 1966 году присуждена Ленинская премия за участие в научном обосновании и практическом внедрении блоковых систем разработки нефтяных месторождений Куйбышевской области.
Награждён двумя орденами Трудового Красного Знамени и медалями.